# Ramon Pané
Ramon Pané (segle xv) fou un ermità jerònim català que va acompanyar Cristòfor Colom en el segon viatge a Amèrica i al qual es considera el primer no amerindi que va aprendre una llengua ameríndia. Se'n desconeix la data de naixement i de mort. Va ser l'autor del primer llibre escrit a Amèrica, titulat Relación Acerca de las Antigüedades de los Indios, on dona valuosa informació sobre la cultura dels amerindis taíno. També va ajudar al Vicari Apostòlic Bernat Boïl el 6 de gener de 1494, a celebrar la primera missa en terres americanes, a La Hispaniola. En tant que primer catequista, va haver d'aprendre el llenguatge dels nadius i conèixer-ne la cultura. Els nadius van tenir molta confiança en ell i li van contar les seves tradicions i creences.
És per aquesta raó que escriu les seves memòries en les quals descriu els mites, conjurs, cerimònies, medicines i costums dels indis, que comencen així: "Yo, fray Ramón, pobre ermitaño del Orden San Jerónimo, por mandato del ilustre señor Almirante, Virrey y Gobernador de las islas y de la tierra firme de las Indias, escribo lo que he podido averiguar y saber acerca de las creencias e idolatrías de los indios, y cómo veneran a sus dioses, lo cual trataré en la presente relación.."
En aquella època sols hi havia dos monestirs dels quals podria procedir, un d'ells ja desaparegut i l'altre encara dempeus: Sant Jeroni de la Vall d'Hebron o Sant Jeroni de la Murtra, a Badalona. Es creu que Ramon Pané era un frare llec de la comunitat de la Murtra. Quan a l'abril de 1493 els Reis Catòlics eren allà, reberen Cristòfol Colom a la tornada del seu primer viatge, i allà l'Almirall degué conèixer aquell frare, famós molt probablement per la seva sapiència, el seu amor per les plantes i les seves aplicacions medicinals.